# Паєніер (Огайо)
Паєніер (англ. Pioneer) — селище (англ. village) в США, в окрузі Вільямс штату Огайо. Населення — 1429 осіб (2020).

## Географія
Паєніер розташований за координатами 41°40′37″ пн. ш. 84°33′10″ зх. д. / 41.67694° пн. ш. 84.55278° зх. д. (41.677059, -84.552804).  За даними Бюро перепису населення США в 2010 році селище мало площу 5,41 км², з яких 5,22 км² — суходіл та 0,18 км² — водойми.

## Демографія
Згідно з переписом 2010 року, у селищі мешкало 1380 осіб у 583 домогосподарствах у складі 375 родин. Густота населення становила 255 осіб/км².  Було 653 помешкання (121/км²).
Расовий склад населення:
| - 96,3 % — білих - 0,8 % — чорних або афроамериканців - 0,4 % — корінних американців - 0,1 % — азіатів |

До двох чи більше рас належало 1,7 %. Частка іспаномовних становила 4,6 % від усіх жителів.
За віковим діапазоном населення розподілялося таким чином: 25,0 % — особи молодші 18 років, 61,3 % — особи у віці 18—64 років, 13,7 % — особи у віці 65 років та старші. Медіана віку мешканця становила 36,6 року. На 100 осіб жіночої статі у селищі припадало 94,9 чоловіків;  на 100 жінок у віці від 18 років та старших — 95,7 чоловіків також старших 18 років.
Середній дохід на одне домашнє господарство  становив 47 809 доларів США (медіана — 40 938), а середній дохід на одну сім'ю — 52 893 долари (медіана — 46 458). Медіана доходів становила 35 599 доларів для чоловіків та 31 806 доларів для жінок. За межею бідності перебувало 16,1 % осіб, у тому числі 21,9 % дітей у віці до 18 років та 9,6 % осіб у віці 65 років та старших.
Цивільне працевлаштоване населення становило 881 осіб. Основні галузі зайнятості: виробництво — 41,7 %, освіта, охорона здоров'я та соціальна допомога — 17,1 %, мистецтво, розваги та відпочинок — 10,8 %, роздрібна торгівля — 8,6 %.